# Ecosistema digital
Un ecosistema digital (en anglès, digital ecosystem) és el conjunt de totes aquelles tàctiques i idees que es duen a terme en el món d'Internet i que fan servir les marques o empreses per aconseguir vendes, tràfic de qualitat (totes les visites d'aquells usuaris que els interessa el que una marca determinada ven i que està disposat a comprar els productes) i generar leads (tots aquells usuaris que han visitat la pàgina web de l'empresa, la qual té la seva informació per poder aconseguir que es converteixin en nous clients). Serveix als negocis per posicionar-se i donar-se a conèixer davant de la seva competència.

## Elements d'un ecosistema digital[2][3][4]
Perquè un ecosistema digital sigui útil i pugui generar beneficis a les empreses, ha de tenir una sèrie de característiques:
- Una pàgina web, que és la base per crear aquest ecosistema i captar clients. És molt important, ja que és on el tràfic de qualitat es dirigirà. Ha de contenir bones estratègies perquè els compradors decideixin consumir el producte d'una determinada empresa i no d'una altra que vengui el mateix.
- Les tècniques SEO, que serveixen per millorar el posicionament d'una empresa pel que fa als motors de cerca. Així, quan els possibles clients busquin pel cercador paraules clau per trobar el que volen, la pàgina web de l'empresa serà dels primers resultats de la cerca.
- Un blog, que manté actiu i actualitzat el contingut i permet millorar el posicionament de l'empresa.
- El màrqueting de continguts consisteix a crear continguts que interessin i captin l'atenció dels possibles clients. Serveix per augmentar el nombre d'interaccions.
- Les xarxes socials ajuden a interaccionar directament i escoltar el client. És on es troben la majoria d'usuaris i l'empresa pot aconseguir tràfic de qualitat.
- El branding és el procés de construcció d'una marca. A partir d'aquí, els usuaris crearan una imatge de l'empresa pel que fa a la qualitat o la fiabilitat d'aquesta.
- La conversió és intentar que els clients realitzin una acció específica, per exemple, aconseguir que es converteixin en tràfic de qualitat.
- Tenir un correu electrònic és molt important, ja que és un mitjà de comunicació entre l'empresa i el comprador que pot ajudar a millorar la interacció amb els clients i que aquests puguin tenir més informació sobre la marca.

## Objectius d'un ecosistema digital[4][5]
Els objectius principals d'un ecosistema digital són aconseguir un increment en el tràfic de qualitat a la pàgina web de l'empresa, augmentar la interacció amb la clientela i aconseguir la fidelitat dels usuaris amb la idea que es generi la intenció de comprar el producte per part dels clients. Finalment, l'ecosistema digital també consisteix a posicionar una marca a Internet.

## Exemples d'ecosistemes digitals[6][7]
Moltes empreses estan aplicant aquesta nova estratègia comercial en tot el que engloba el seu màrqueting digital. Algunes de les més rellevants i que, a més, tenen uns excel·lents ecosistemes digitals són les següents:
Mercedes-Benz ha creat un molt bon ecosistema digital. Té en compte totes les diferents àrees del màrqueting en línia i té una pàgina web molt completa amb continguts de gran qualitat. A més, utilitza eines com un configurador o un catàleg per facilitar als clients el procés de decisió i compra. Aquesta marca de cotxes també està present en algunes xarxes socials, essencials per millorar la interacció amb els usuaris i per aconseguir un tràfic de qualitat fantàstic.
En el cas de Vueling, la seva estratègia està totalment centralitzada en la seva pàgina web. També tenen el seu perfil en diferents xarxes socials i, en algunes d'aquestes, en tenen un d'exclusiu per l'atenció al client. Finalment, Vueling ha creat una aplicació en línia des de la qual els seus usuaris poden comprar els bitllets d'avió i fer les seves reserves.
Vips també compta amb un ecosistema digital complet, aquesta cadena de restaurants ha gestionat perfectament la seva reputació en línia. Té perfils en moltes xarxes socials i utilitza formularis per generar leads. També s'ha de destacar que Vips ha creat una aplicació per als clients on ofereix descomptes i avantatges exclusius.